# Allobates fuscellus
Espèce
Synonymes
- Colostethus fuscellus Morales, 2002 "2000"

Statut de conservation UICN

 DD  : Données insuffisantes
Allobates fuscellus est une espèce d'amphibiens de la famille des Aromobatidae.

## Répartition
Cette espèce se rencontre dans le bassin de l'Amazone, dans l'Ouest du Brésil et le Nord-Est du Pérou, entre 60 et 250 m d'altitude. 
Elle pourrait être présente dans les zones adjacentes en Colombie et peut être en Bolivie.

## Publication originale
- Morales, 2002 "2000" : Sistemática y biogeografía del grupo trilineatus (Amphibia, Anura, Dendrobatidae, Colostethus), con descripción de once nuevas especies. Publicaciones de la Asociación de Amigos de Doñana, no 13, p. 1-59.